# Raymunida formosanus
Raymunida formosanus is een tienpotigensoort uit de familie van de Munididae. De wetenschappelijke naam van de soort is voor het eerst geldig gepubliceerd in 2004 door Lin, Chan & Chu.